# Leszek Kawczyński
Leszek Grzegorz Kawczyński (ur. 9 maja 1934 w Legionowie, zm. 1 lutego 2010 w Sanoku) – polski inżynier mechanik, dyrektor Sanockiej Fabryki Autobusów „Autosan”, działacz sportowy i społeczny.

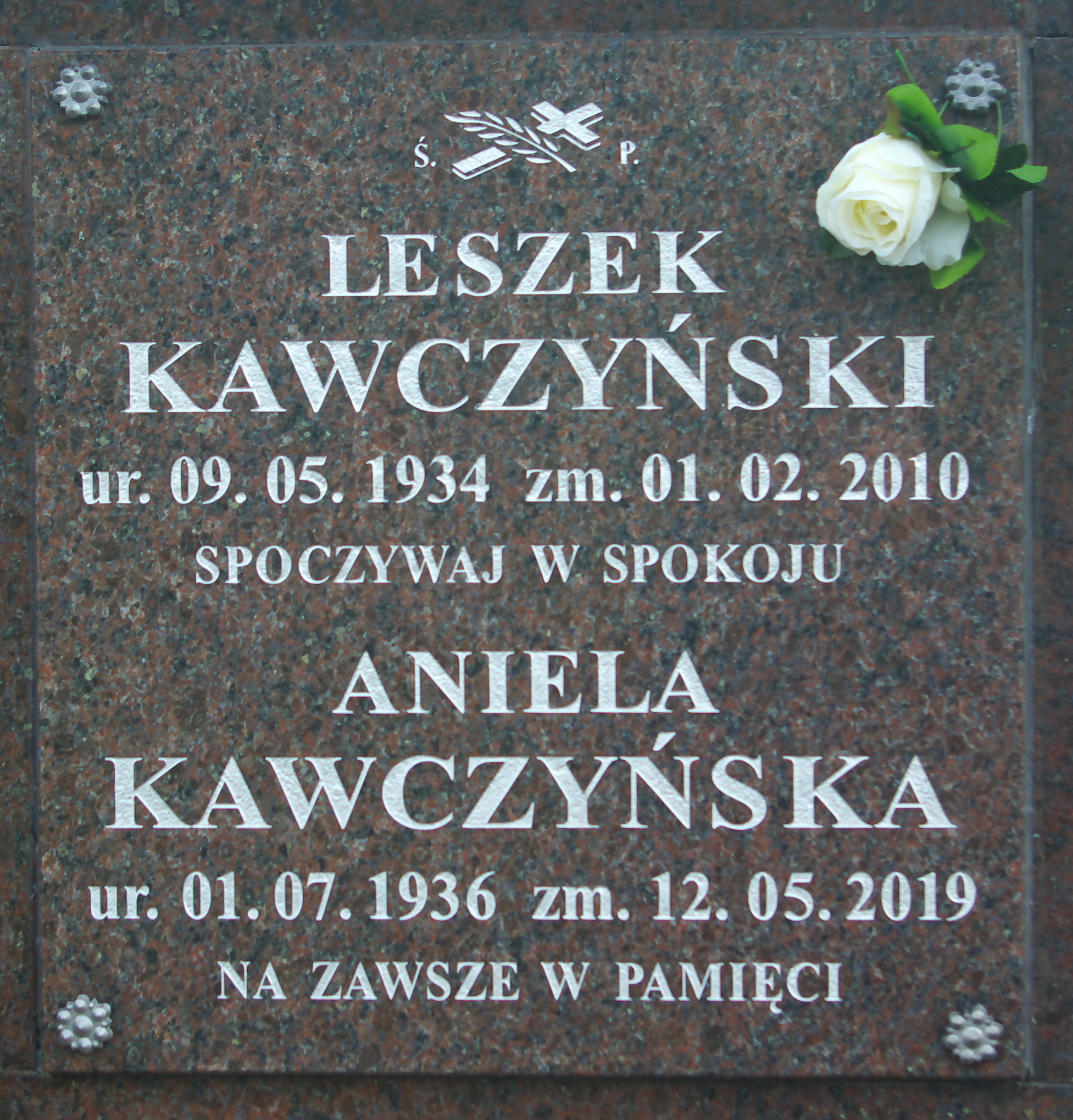
Miejsce pochówku Leszka i Anieli Kawczyńskich

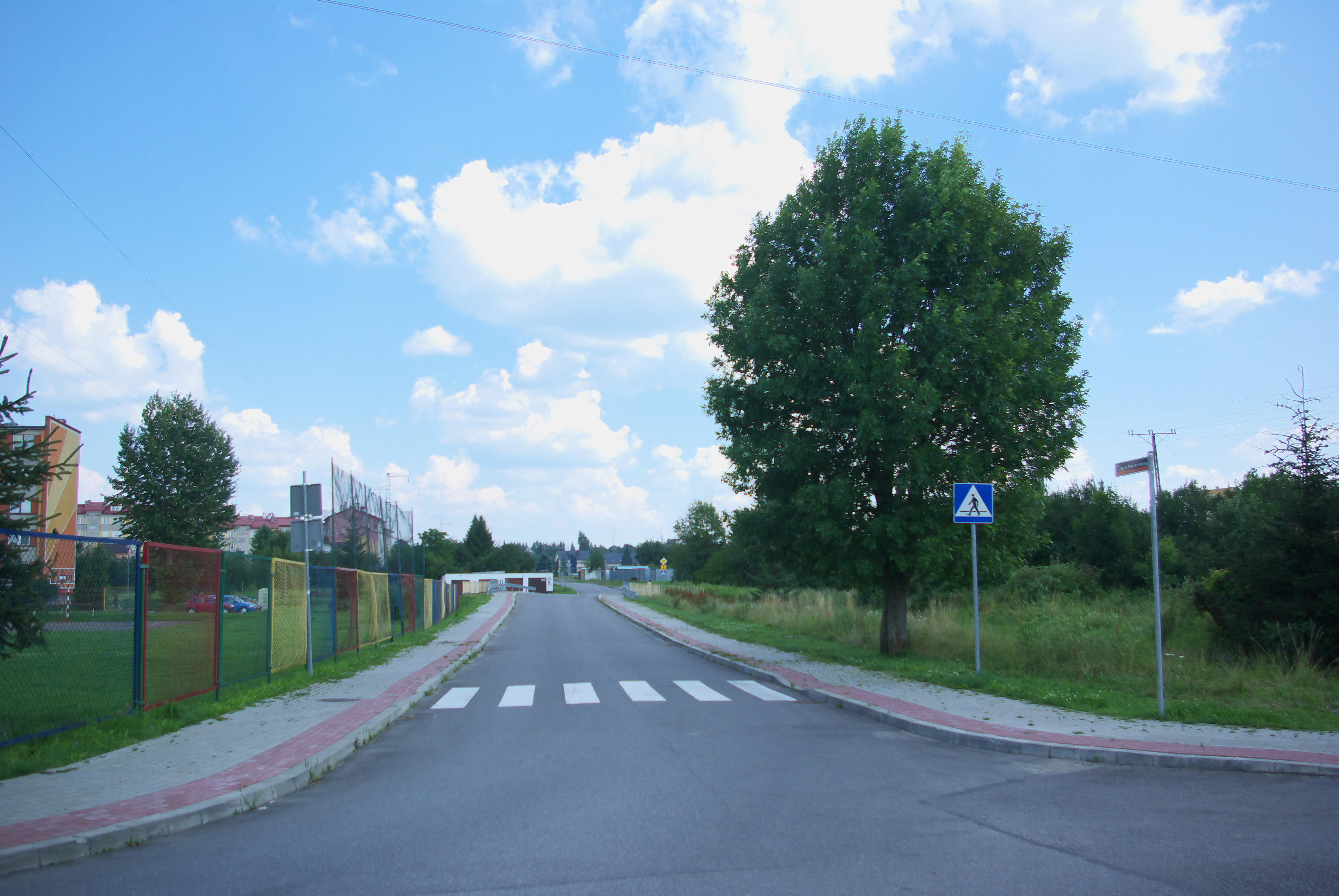
Ulica Leszka Kawczyńskiego w Sanoku

## Życiorys
Leszek Kawczyński urodził się jako syn Karola (zm. 1987) i Amelii. W latach 1951–1955 studiował na Wydziale Sprzętu Mechanicznego Politechniki Warszawskiej uzyskując tytuł inżyniera. Był zatrudniony kolejno w Zakładach Metalowych w Skarżysku-Kamiennej, w Zakładach Metalowych w Nowej Dębie, w Sędziszowie Małopolskim. 1 grudnia 1961 został pracownikiem Sanockiej Fabryki Autobusów „Autosan” w Sanoku, gdzie pracował na stanowiskach głównego technologa od 1963, głównego inżyniera od 1963 do 1967, w tym pierwszego zastępcy dyrektora, a od 1967 do końca 1982 był dyrektorem naczelnym. Był to czas największej prosperity zakładu, zatrudniającego wówczas ok. 6 tys. pracowników i produkującego rocznie ok. 3 tys. autobusów i ok. 40 tys. przyczep. Równolegle dzięki fabryce i działaniu Leszka Kawczyńskiego nastąpił rozwój budownictwa mieszkaniowego, szkolnictwa zawodowego (powstała Szkoła Przyzakładowa przy Sanockiej Fabryce Autobusów), a także kultury i sportu.
Od 24 lutego 1955 był członkiem PZPR, członkiem egzekutywy Komitetu Zakładowego, od 13 listopada 1975 do 17 lutego 1978 zastępcą członka plenum Komitetu Wojewódzkiego PZPR w Krośnie, następnie członkiem plenum i egzekutywy KW PZPR w Krośnie od 17 lutego 1978 do 8 stycznia 1980, ponownie członkiem plenum (ostatnia uzyskana adnotacja z 18 maja 1981). Był radnym Miejskiej Rady Narodowej (MRN) w Sanoku; wybrany w wyborach w 1973, w 1978 (od grudnia 1979 członek plenum Komitetu Miejskiego PZPR), w 1984, w 1988; został wybrany członkiem jej prezydium, a także przewodniczącym w grudniu 1979, 5 marca 1981 (zastępując Aleksandra Żmudę), 28 czerwca 1984, 30 czerwca 1988; pełnił tę funkcję do 25 kwietnia 1990. Został członkiem prezydium powołanej podczas stanu wojennego 16 września 1982 Tymczasowej Miejskiej Rady Patriotycznego Ruchu Odrodzenia Narodowego (PRON). 4 lipca 1983 został przewodniczącej komisji inicjatyw społeczno-gospodarczych Miejskiej Rady PRON w Sanoku. Bezskutecznie ubiegał się o mandat radnego Rady powiatu sanockiego w wyborach samorządowych 2002 startując z listy Koalicyjny Komitet Wyborczy SLD – Unia Pracy oraz w wyborach samorządowych 2006 startując z listy Towarzystwa Przyjaciół Sanoka i Ziemi Sanockiej.
Od 1962 do 1964 pełnił funkcję prezesa klubu sportowego Stal Sanok, w 1963 został członkiem zarządu klubu. Jako dyrektor fabryki i admirator sportu wspierał rozwój sanockiej drużyny hokeja na lodzieHokej i boks wizytówką Sanoka. „Nowiny”, s. 2, Nr 13 z 14 stycznia 1973., działającej wówczas jako sekcja Stali Sanok (w 1976 zespół uzyskał historyczny awans do I ligi). Od 1966 pełnił funkcję prezesa honorowego klubu. W latach 70. był członkiem Społecznego Komitetu Budowy Ośrodków Sportowych w Sanoku. W 1985 zasiadł w zarządzie ZKS Stal Sanok. W 1995 Leszek Kawczyński był prezesem klubu hokejowego, po przekształceniu działającego jako STS „Autosan” Sanok. Ponadto był sędzią łyżwiarstwa szybkiego. Działał w Lidze Obrony Kraju. Był członkiem sekcji „Autosan” Polskiego Związku Wędkarskiego.
Był współautorem publikacji pt. Autosan. Praca zbiorowa pod redakcją Adama Orłowskiego z 1982, wydanej w ramach obchodów 150-lecia fabryki. W 1989 wszedł w skład zespołu organizacyjnego spotkań muzycznych, które później przyjęły nazwę Festiwalu im. Adama Didura w Sanoku. Wspierał powstanie przy zakładowym Domu Kultury SFA Zespołu Pieśni i Tańca „Autosan”, który później został przekształcony w Zespół Tańca Ludowego „Sanok”. Był współzałożycielem Stowarzyszenia Miłośników Zespołu Tańca Ludowego „Sanok”. Po przejściu na emeryturę prowadził wraz z żoną kiosk przy ulicy Sienkiewicza oraz działał społecznie w Sanockiej Fundacji Ochrony Zdrowia, pełnił funkcję Prezesa Niepublicznego NZOZ Pracowni Rezonansu Magnetycznego.
Leszek Kawczyński zmarł 1 lutego 2010. Jego prochy zostały pochowane w kolumbarium na Cmentarzu Centralnym w Sanoku.
Był żonaty z Anielą (1936-2019), miał syna i córkę. Jego syn, Grzegorz Kawczyński, był hokeistą Stali Sanok oraz został kierownikiem sekcji hokejowej Stali Sanok i prezesem późniejszego klubu STS Sanok.
Uchwałą z 20 września 2011 Rada Miasta Sanoka nazwała imieniem i nazwiskiem Leszka Kawczyńskiego jedną z ulic w sanockiej dzielnicy Posada. Sprzeciwili się temu przedstawiciele NSZZ „Solidarność”, którzy wskazali, iż po wprowadzeniu stanu wojennego w grudniu 1981 i zainicjowaniu strajku w Sanockiej Fabryki Autobusów „Autosan” zostało zwolnionych 13 osób przez dyrektora Leszka Kawczyńskiego, mimo jego wcześniejszych zapewnień, że po przerwaniu strajku miał dać gwarancje o niekaralności i niewyciągania konsekwencji wobec strajkujących.

## Odznaczenia i wyróżnienia
- Krzyż Komandorski Orderu Odrodzenia Polski (1987)[54]
- Krzyż Oficerski Orderu Odrodzenia Polski (przyznany do 1977)[55]
- Krzyż Kawalerski Orderu Odrodzenia Polski[4]
- Złoty Krzyż Zasługi
- Medal 30-lecia Polski Ludowej (1974)[56]
- Medal 40-lecia Polski Ludowej (1985)[57]
- Złoty Medal „Za zasługi dla obronności kraju” (1988)[58]
- Odznaka „Zasłużony Działacz Kultury” (1976)[59]
- Krzyż „Za Zasługi dla ZHP” (1989)[60]
- Odznaka „Zasłużony Działacz Federacji "Stal"” (1976)[59]
- Wpis do „Księgi zasłużonych dla województwa krośnieńskiego” (1976, w gronie pierwszych trzydziestu wyróżnionych osób)[61][62]
- Odznaka „Zasłużony dla Sanoka” (po raz pierwszy 1976[59], po raz drugi 2005-2010[63])
- Srebrna Odznaka „Zasłużony Działacz Związku Zawodowego "Metalowcy"” (1978)[64]
- Srebrna Odznaka „Zasłużony Działacz LOK” (1978)[65]
- Złota „odznaka za pracę społeczną dla miasta Krakowa” (1977)[66]
- Złoty medal „Za zasługi dla ziemi krakowskiej” (1978)[67][68]
- Medal „Zasłużony dla Politechniki Rzeszowskiej” (1978)[69]
- Odznaka honorowa „Za zasługi dla Województwa Krośnieńskiego” (1979)[70]
- Odznaka honorowa „Zasłużony dla Województwa Rzeszowskiego”
- Srebrna Odznaka „Zasłużony Działacz Kultury Fizycznej” (1973)[71]
- Złota Odznaka „Zasłużony Działacz Kultury Fizycznej” (1980)[72]
- Odznaka honorowa Polskiego Związku Wędkarskiego (1970)[39]
- Odznaka „Zasłużony dla budowy ośrodka” (1976, przyznany przez komitet budowy zespołu basenów w Sanoku)[73]
- Złota odznaka Polskiego Związku Emerytów, Rencistów i Inwalidów (1985)[74]
- Honorowe Członkostwo Stowarzyszenia Miłośników Zespołu Tańca Ludowego „Sanok”[75]